# Березівка (колонія, Житомирський район)
Березівка (пол. Berezówka, рос. Березовка) — колишня колонія у Зороківській і Троянівській волостях Житомирського повіту Волинської губернії та Березівській і Садківській сільських радах Троянівського, Черняхівського, Пулинського, Житомирського районів і Житомирської міської ради Волинської округи, Київської та Житомирської областей.

## Населення
У 1900 році в колонії нараховувалося 31 двір та 208 мешканців.
Станом на 1906 рік нараховувалося 30 дворів та 212 мешканців.
Кількість населення, станом на 1923 рік, становила 272 особи, кількість дворів — 43.
Кількість населення, станом на 1924 рік, становила 258 осіб, дворів — 44.

## Історія
Лютеранське поселення на орендованих землях, за 20 км північно-західніше м. Житомир; належала до лютеранської парафії у Житомирі. До 1865 року — в складі Зороківської волості, 19 травня 1865 року увійшла до складу Троянівської волості Житомирського повіту Волинської губернії.
В 1906 році — колонія в складі Троянівської волості (6-го стану) Житомирського повіту Волинської губернії. Відстань до губернського та повітового центру, міста Житомир, становила 16 верст, до волосної управи, в містечку Троянів — 36 верст. Найближче поштово-телеграфне відділення розташовувалось в Житомирі.
У 1923 році включена до складу новоствореної Березівської сільської ради, котра, від 7 березня 1923 року, стала частиною новоутвореного Троянівського району Житомирської (згодом — Волинська) округи. Розміщувалося за 25 верст від районного центру, міст. Троянів, та 1 версту від центру сільської ради, с. Березівка.
3 листопада 1923 року, відповідно до рішення Волинської ГАТК «Про зміни в межах округів, районів і сільрад», включена до складу новоствореної Садківської сільської ради Троянівського району. В складі сільської ради, 22 лютого 1924 року, увійшла до Черняхівського району, 1 грудня 1924 року — Троянівського району. 15 червня 1926 року повернута до складу Березівської сільської ради; 6 лютого 1928 року знову підпорядкована Садківській сільській раді, разом з якою, 23 травня 1928 року, увійшла до складу Пулинського району, 3 квітня 1930 року — Черняхівського району Волинської округи, 17 жовтня 1935 року — Житомирської міської ради Київської області, 14 травня 1939 року — новоствореного Житомирського району Житомирської області.
Знята з обліку населених пунктів до 1 жовтня 1941 року.